# Galtara basifurca
Galtara basifurca är en fjärilsart som beskrevs av Walker 1865. Galtara basifurca ingår i släktet Galtara och familjen björnspinnare. Inga underarter finns listade i Catalogue of Life.